# Campodeidae
Campodeidae es una familia de hexápodos que pertenece a Diplura. Son animales pálidos y sin ojos. Alcanzan una longitud entre 4 y 12 mm de longitud, pueden ser reconocidos por las dos colas largas o cercos y por presentar 10 segmentos en el abdomen. La respiración se produce a través de tres pares de estigmas, aberturas en el abdomen. Los espiráculos abdominales están ausentes. Han sido descritas más de 444 especies.
Las especies que pertenecen a esta familia se distribuyen en diferentes hábitats, incluyendo los subterráneos, especialmente las cuevas. Son muy comunes en el suelo, pero también debajo de las cortezas, la madera y la vegetación en descomposición y las grutas.

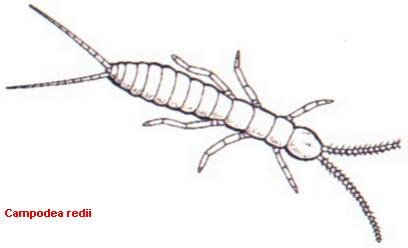
Campodea redii

## Géneros
Se han sido descritos al menos 50 géneros:
Afrocampa

Allocampa

Anisocampa

Anisuracampa

Apistocampa

Camachancampa

Campodea

Campodella

Cestocampa

Clivocampa

Cocytocampa

Edriocampa

Eumesocampa

Eutrichocampa

Haplocampa

Helladocampa

Hemicampa

Hystrichocampa

Juxtlacampa

Leletocampa

Leniwytsmania

Lepidocampa

Libanocampa 

Litocampa

Meiocampa

Metriocampa

Mimocampa

Molaricampa

Natalocampa

Nesocampa

Notocampa

Ombrocampa

Oncinocampa

Orientocampa

Parallocampa

Paratachycampa

Patrizicampa

Plusiocampa

Podocampa

Remycampa

Silvestricampa

Sinocampa 

Spaniocampa

Syncampa

Tachycampa 

Torocampa

Triocampa

Troglocampa

Turkmenocampa

Vandelicampa